# Rolls-Royce Holdings
Rolls-Royce Holdings plc es una sociedad anónima multinacional británica con sede en Londres constituida en febrero de 2011 que es propietaria de Rolls-Royce, una empresa establecida en 1904 que actualmente diseña, fabrica y distribuye sistemas de energía para la aviación y otras industrias. Rolls-Royce es el segundo fabricante mundial de motores aeronáuticos y cuenta con importantes empresas en los sectores de la propulsión marina y la energía. Todas sus acciones son negociables en la Bolsa de Londres y en otros mercados.
Rolls-Royce fue el decimosexto contratista de defensa más grande del mundo en 2011 y 2012 en términos de cifra de negocios en el sector de defensa. Tenía una cartera de pedidos anunciada de 71600 millones de libras esterlinas a enero de 2014.
Rolls-Royce Holdings plc cotiza en la Bolsa de Londres y forma parte del índice FTSE 100. En junio de 2013, tenía una capitalización bursátil de 22220 millones de libras esterlinas, la 24.ª más grande de todas las empresas que cotizan en la Bolsa de Londres.

## Productos
- Rolls-Royce AE 3007
- Rolls-Royce BR700
- Rolls-Royce Conway
- Rolls-Royce RB282 (no disponible)
- Rolls-Royce Spey
- Rolls-Royce Tay
- International Aero Engines V2500 (Actualmente no aparece en el producto del sitio web.)
- Rolls-Royce Trent
- Rolls-Royce RB211